# Mount Lanyon
Mount Lanyon ist ein 493 m hoher und raumgreifender Berg im ostantarktischen Mac-Robertson-Land. In den Prince Charles Mountains ragt er 18 km südlich der Taylor-Plattform auf. Im Süden wird der Berg durch einen vom Polarplateau gespeisten Gletscher durchschnitten. An seiner Ostseite erstreckt sich ein Moränengebiet über eine Länge von 13 km.
Luftaufnahmen der Australian National Antarctic Research Expeditions aus den Jahren 1956 und 1960 dienten seiner Kartierung. Das Antarctic Names Committee of Australia benannte ihn nach John Lanyon, diensthabender Offizier auf der Wilkes-Station im Jahr 1965.